# リナルド・デステ
リナルド・デステ （Rinaldo d'Este, 1655年4月26日 - 1737年10月26日）は、モデナ＝レッジョ公。リナルド3世・デステともいわれる。

## 生涯
フランチェスコ1世・デステと3度目の妃ルクレツィア・バルベリーニの一人息子として生まれた。幼少時から聖職に就き、1685年に枢機卿となった。甥フランチェスコ2世・デステが嫡子がないまま死去したため、1694年に還俗して公位を継承した。
1702年、スペイン継承戦争が起こると、彼は中立を宣言した。しかしフランス軍がモデナ公国に侵攻するのを防げなかった。リナルドはボローニャへ避難した。1707年、長い攻防のあとドイツ軍によりモデナからフランス軍が駆逐された。和議によって、リナルドはミランドラ公国を獲得したが、コマッチオを失った。彼は、フランス王族であるオルレアン公フィリップ2世の娘シャルロットと嫡子フランチェスコを結婚させることでフランスの協力を得ようとした。ところが、主にシャルロットの自由奔放な振る舞いのためにこの結婚は波乱含みのものとなり、リナルドは息子夫婦のために、リヴァルタに別々の住居を建ててやらなければならなかった。三女エンリチェッタとパルマ公アントニオ・ファルネーゼとの結婚を通してパルマ公国との同盟をはかったのも、大して利がないまま終わった。結婚後わずか3年でアントニオは亡くなり、エンリチェッタとの間に子供がなかった。その後、パルマ公国はスペインのブルボン家のものとなったのである。
1733年、ポーランド継承戦争が勃発。リナルドはまたしても中立を宣言したが、裏ではオーストリアと手を結んだ。再びフランス軍が侵攻し彼はボローニャへ逃げたが、1736年の和議によってエステ家は厚遇され、ノヴェッラーラとバーニョロを得た。

## 家族
ブラウンシュヴァイク＝カレンベルク公ヨハン・フリードリヒの長女シャルロッテ・フェリーツィタス（イタリア語名：カルロッタ・フェリーチタ）と結婚、7子をもうけた。
- ベネデッタ（1697年 - 1777年）
- フランチェスコ（1698年 - 1780年） - モデナ公
- アマーリア（1699年 - 1778年）
- ジャンフランコ（1700年 - 1727年）
- エンリケッタ（1702年 - 1777年）　1728年、パルマ公アントニオ・ファルネーゼと結婚。1731年死別。1740年、レオポルト・フォン・ヘッセン＝ダルムシュタットと再婚
- クレメンテ（1708年 - ?）
- 女児（1710年、死産）